# Alina Lanina
Alina Alexandrowna Kisijarowa (russisch Алина Александровна Кизиярова/Alina Aleksandrovna Kiziyarova; * 3. März 1989 in Swerdlowsk, Oblast Swerdlowsk, UdSSR) ist eine russische Schauspielerin. Seit 2014 tritt sie überwiegend als Alina Lanina in Erscheinung.

## Leben
Kisijarowa wurde in Swerdlowsk als Tochter von Aleksandr Kiziyarov geboren und wuchs streng russisch-orthodox auf. Nach ihrem Schulabschluss, besuchte sie ab 2006 bis 2010 das Jekaterinburg State Theatre Institute. Begleitend zu ihrer Schauspielausbildung begann sie ab 2006 in verschiedenen russischen Fernsehserien mitzuwirken. 2017 war sie in einer Hauptrolle des Films Guardians zu sehen. Seit 2020 ist sie in den Fernsehserien Chuzhiye Deti und The Intern zu sehen.

## Filmografie
- 2006: Detektivy (Fernsehserie)
- 2007: Sled (Fernsehserie)
- 2008–2012: Obruchalnoe koltso (Fernsehserie)
- 2010: Lyubov i prochie gluposti (Fernsehserie)
- 2011: Pylnaya rabota (Fernsehserie, Episode 1x24)
- 2012: Bez sroka davnosti (Fernsehserie)
- 2012: Bratany 3 (Fernsehserie)
- 2012: Novogodniy perepolokh (Mini-Serie, 4 Episoden)
- 2012: ChS [Chrezvychaynaya situatsiya] (Fernsehserie)
- 2013: Tayny instituta blagorodnykh devits (Fernsehserie)
- 2013: Veronika. Beglyanka (Fernsehserie)
- 2013: Sklifosovskiy (Fernsehserie, 23 Episoden)
- 2013: SashaTanya (Fernsehserie)
- 2013: Bratya po obmenu (Fernsehserie)
- 2014: Silnee sudby (Fernsehserie)
- 2014: Chelovek-primanka (Fernsehserie)
- 2014: Praktika (Fernsehserie)
- 2014: Pozdnie tsvety (Mini-Serie)
- 2014: Prints Sibiri (Fernsehserie)
- 2015: Vesnoy rastsvetaet lyubov (Fernsehserie)
- 2015: Kukhnya (Fernsehserie, 20 Episoden)
- 2017: Guardians (Защитники)
- 2017: Serebryanyy bor (Fernsehserie)
- 2018: Pervye
- 2019: Na Parizh!
- 2020: Chuzhiye Deti (Fernsehserie)
- 2020: The Intern (Fernsehserie)